# Explosion der La Coubre

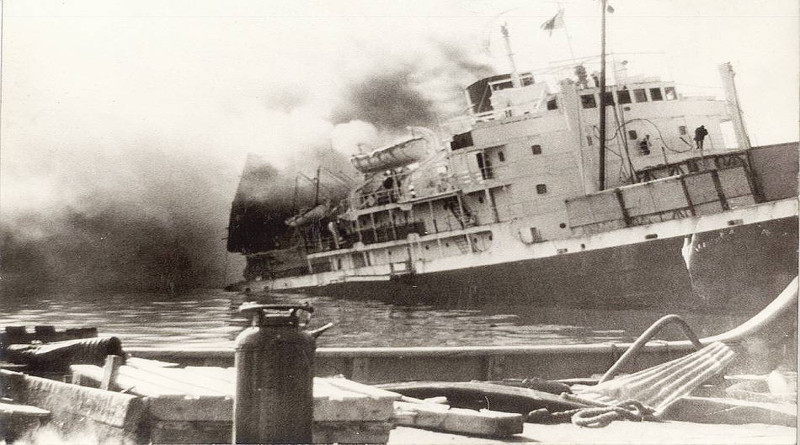
Der beschädigte Frachter

Bei der Explosion des mit Kriegsmaterial beladenen Frachters La Coubre am 4. März 1960 im Hafen von Havanna starben zwischen 75 und 100 Menschen, bei über 200 Verletzten. Der niemals aufgeklärte Vorfall führte zu heftigen Anschuldigungen des kubanischen Revolutionsführers Fidel Castro gegen die US-Regierung unter Präsident Dwight D. Eisenhower. Diese Eskalation gilt als Auslöser für die in der Folge vom Auslandsgeheimdienst CIA koordinierte Strategie der USA, die kubanische Regierung mit Gewalt zu stürzen.

## Hergang
Am Freitag, dem 4. März 1960, löschte das Motorschiff La Coubre an einer Pier im Hafen von Havanna eine von der kubanischen Regierung in Belgien gekaufte und über Antwerpen verschiffte Ladung von 76 t Waffen, Munition und Sprengstoff. Nachdem die Vereinigten Staaten bereits im März 1958 noch während der Herrschaft Fulgencio Batistas ein Waffenembargo gegen Kuba verhängt hatten, das auch nach dem Machtwechsel 1959 in Kraft blieb, war die La Coubre der fünfte Frachter mit einer Waffenladung, der die Insel dennoch angelaufen hatte.
Um 15.10 Uhr kam es zu einer ersten schweren Explosion auf dem Schiff. Daraufhin eilten zahlreiche Rettungskräfte sowie hohe Repräsentanten der kubanischen Regierung wie der Minister Ernesto Guevara und Ministerpräsident Fidel Castro an den Unglücksort. Gegen 16.00 Uhr erfolgte eine zweite schwere Explosion, von der auch Rettungskräfte getroffen wurden. Bei den Explosionen war die La Coubre in zwei Teile zerbrochen; die Wrackteile lagen mit großer Schlagseite an der Kaimauer. Die Explosionen waren so heftig, dass Teile der Schiffsschraube und des Ankers noch in einer Entfernung von eineinhalb Kilometern im Stadtzentrum gefunden wurden.
Über die Zahl der Opfer existieren unterschiedliche Angaben. Als gesichert gilt, dass sechs französische Seeleute der La Coubre ums Leben kamen und drei weitere verletzt wurden. In der internationalen Presse wurde in den darauf folgenden Tagen die Zahl von 75 bis 100 Toten genannt.

## Folgen

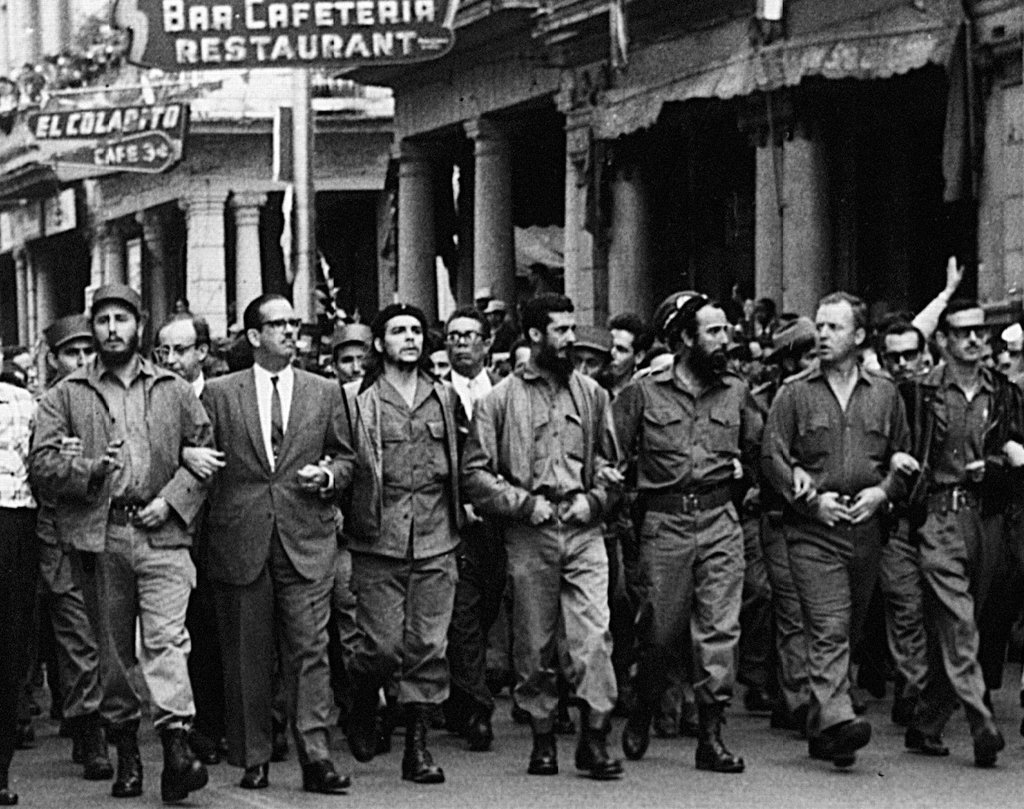
Trauermarsch für die Opfer der La Coubre, 5. März 1960. Von links: Fidel Castro, Osvaldo Dorticós Torrado, Che Guevara, Augusto Martínez Sánchez, Antonio Núñez Jiménez, William Morgan und Eloy Gutiérrez Menoyo.

### Direkte Folgen
Castro erklärte umgehend eine eintägige Staatstrauer. Der Beisetzung von 27 der Opfer am 5. März 1960 ging ein von der Revolutionsregierung angeführter Schweigemarsch voraus, der durch die gesamte Innenstadt von Havanna verlief und am Hauptfriedhof Cementerio Cristóbal Colón endete. Von einer dort aufgebauten Tribüne hielt Castro eine von allen Hörfunk- und Fernsehsendern des Landes direkt übertragene Ansprache, in der er die Vereinigten Staaten scharf angriff und der Sabotage bezichtigte, die zur Katastrophe geführt habe.
Das kubanische Kabinett stellte für die Familien der Opfer eine Million Kubanische Peso (nach zeitgenössischem westdeutschen Wechselkurs 4,2 Mio. DM) sowie 10.000 Peso (42.000 DM) für die Angehörigen der französischen Besatzungsmitglieder bereit.

### Politische Folgen
Die Explosion löste eine schwere diplomatische Kontroverse zwischen den USA und Kuba aus:
Der kubanische Ministerpräsident Fidel Castro erklärte, die Explosion gehe auf Sabotage zurück. Indirekt beschuldigte er die USA, die Verantwortung für die Katastrophe zu tragen. Die amerikanische Regierung hat die „unbegründeten und unverantwortlichen Beschuldigungen“ Castros umgehend zurückgewiesen und einen formellen Protest angekündigt.
Castro zog umgehend Parallelen zur Explosion des US-amerikanischen Schlachtschiffs Maine am 15. Februar 1898, die als Anlass für den Spanisch-Amerikanischen Krieg diente, und beschuldigte die CIA der Urheberschaft:
Following its pattern of anti-Cuban activities at the time, the CIA is not an implausable suspect, but there is no conclusive evidence it was involved. Other conspiracy theories include an elaborate one circulated at the State Departement suggesting it was the work of French terrorists, in retaliation for Cuba´s support of Algeria at the United Nations.
Bereits am 17. März 1960 wies US-Präsident Dwight D. Eisenhower auf Drängen von Vizepräsident Richard Nixon CIA-Direktor Allen Dulles an, Exil-Kubaner für eine verdeckte Invasion auf Kuba auszubilden.

## Ursache
Nach Darstellung des britischen Historikers Hugh Thomas konnte die Ursache des Unglücks nie geklärt werden:
Kubanische Schauerleute und Dockarbeiter hielten sie für einen Unfall. Hatten unerfahrene Soldaten beim Ausladen geholfen? Hatten Dockarbeiter geraucht? War es schieres menschliches Versagen? Castro erklärte, dass die Hafenarbeiter nach Streichhölzern durchsucht worden waren. Selbstverständlich hatten die Vereinigten Staaten und noch in höherem Maß die kubanischen Emigranten in Miami ein Motiv dafür zu verhindern, dass Waffen nach Kuba kamen, aber es gab keine Beweise. Der belgische Experte Dessard sprach zwar von Sabotage, aber es bleibt im Dunkeln, wie sie begangen worden sein könnte.

## La Coubre
Die La Coubre war ein auf der Werft Canadian Vickers in Montréal gebautes Frachtschiff. Sie gehörte zu einem zehn Schiffe umfassenden Auftrag, der 1946 zum Wiederaufbau der französischen Handelsflotte geordert wurde, darunter vier Schwesterschiffe des Typ La, deren Namen alle mit der Silbe „La“ begannen. Das Stückgutschiff La Coubre mit rund 6150 Tonnen Tragfähigkeit kam 1948 für die Reederei Compagnie Générale d'Armements Maritimes (CGAM), einer gemeinsamen Tochtergesellschaft der Reedereien Compagnie Générale Transatlantique (CGT) und Chargeurs Reunis, in Fahrt und wurde 1951 auf die CGT übertragen.
Das Wrack des Frachters wurde Ende 1960 geborgen und wieder repariert. 1972 wurde die La Coubre nach Zypern verkauft und in Barbara umbenannt. 1977 erfolgte eine weitere Umbenennung in Notios Hellas, dann in Agia Marina. 1979 wurde der Frachter in Gandia/Spanien abgewrackt.

## Erinnerungskultur
Bereits am 15. März 1960 weihte Regierungschef Castro in der Nähe der Unglücksstelle ein Denkmal zu Ehren der Opfer ein, das aus Teilen des Schiffswracks errichtet wurde. In Kuba finden seither jedes Jahr Gedenkveranstaltungen mit Bezug auf die Tragödie statt.

## Trivia
Während der Trauerveranstaltung am 5. März 1960 fertigte der kubanische Fotograf Alberto Korda das bekannte Porträt Guevaras Guerrillero Heroico an. Den Staatsakt erlebten auch Jean-Paul Sartre und Simone de Beauvoir, die sich auf Einladung der kubanischen Regierung seit mehreren Tagen auf Kuba aufhielten. Bei seiner Ansprache wandelte Castro sein seit Gründung der revolutionären Bewegung des 26. Juli verwendetes politisches Motto „Vaterland und Freiheit“ (patria y libertad) erstmals in die seitdem regelmäßig von ihm gebrauchte Variante „Vaterland oder Tod“ (patria o muerte) ab.